# Santa Susanna de Santa Perpètua de Gaià
Santa Susanna de Santa Perpètua de Gaià és una església de Pontils (Conca de Barberà) inclosa a l'Inventari del Patrimoni Arquitectònic de Catalunya.

## Descripció
És un edifici preromànic de nau rectangular al qual es va afegir una coberta de fusta. En època romànica, a la zona del presbiteri es va afegir un sistema d'arcs formers de reforç, immediats al mur originari i també una volta de mig punt en substitució de la primitiva. El presbiteri va ser realitzat al segle xiv amb volta de canó apuntat. La porta originària d'accés a l'edifici és un arc de mig punt, dovellat i fet amb carreus de pedra vermella. Va ser construïda en època del romànic al mur sud de l'església i al segle xiv es va tapiar. L'edifici conserva els murs primitius preromànics i els paraments gòtics de la zona del presbiteri, mentre que del període romànic són els arcs formers que trobem a la nau immediats al mur originari i a la volta.
L'església està situada per damunt de les restes de l'antiga església romànica, avui en ruïnes. Consta d'una sola nau i dues capelles. Conserva una notable portalada romànica, però l'edifici està fet en estil gòtic tardà. Consta d'una nau amb capelles laterals ubicades entre els contraforts. Totes les dependències (nau, capelles, transsepte, capçalera) són diferenciades tant interiorment com exteriorment. La façana és força senzilla, amb una porta allindanada, petit òcul superior i coronament de línies trencades. El campanar, de torre, amb planta quadrada i cos octogonal, s'alça en un dels angles laterals de la façana. Les finestres de la torre són d'arc de mig punt.

## Història
El terme del castell de Sta. Perpètua ja s'esmenta com a afrontació en la venda del castell de Queralt l'any 975. Deuria ser un dels primers indrets colonitzats en la línia del Gaià i potser un dels primers també a tenir un nucli humà (colons, específicament) establert a redós de la fortalesa. L'església de Sta. Susanna apareix documentada en una data tan primerenca per la zona com és el 1012. Les diferents vicissituds per les quals va passar la zona en els primers moments de l'assentament, fa creure que durant un curt període l'empresa repobladora va veure's interrompuda (invasions sarraïnes), això no obstant es reprendria immediatament. El lloc va pertànyer primer als Sala i posteriorment als Cervelló. L'esglesiola de Sta. Susanna depengué de la parròquia de Santa Maria de Santa Perpètua de Gaià, inclosa dins l'arxidiòcesi de Tarragona.